# Une famille syrienne
Insyriated
Pour plus de détails, voir Fiche technique et Distribution.
Une famille syrienne (Insyriated) est un film dramatique belge écrit et réalisé par Philippe Van Leeuw et présenté en 2017 à la Berlinale où il a été projeté dans la section « Panorama ».

## Synopsis
Une journée d'une famille enfermée dans un appartement des environs du quartier du Mazzeh à Damas au cours de la guerre civile syrienne. Sous les bombardements et cernés par les snipers, des hommes demandent alors à entrer dans l'appartement.

## Fiche technique
- Titre original : Insyriated
- Titre français : Une famille syrienne
- Titre québécois : A Syrian Family
- Réalisation : Philippe Van Leeuw
- Scénario : Philippe Van Leeuw
- Direction artistique : Kathy Lebrun
- Décors : Issa Kandil
- Costumes : Claire Dubien
- Photographie : Virginie Surdej
- Son : Chadi Roukoz, Paul Heymans, Olivier Mortier, Alek Goosse
- Montage : Gladys Joujou
- Musique : Jean-Luc Fafchamps
- Production : Guillaume Malandrin, Serge Zeitoun
- Sociétés de production : Altitude 100 Production, Liaison Cinématographique
- Sociétés de distribution : O'Brother Distribution (Belgique), KMBO (France), MK2 MILE END (Canada)
- Budget :
- Pays d'origine : Belgique
- Langue originale : arabe
- Format : couleur
- Genre : drame
- Durée : 85 minutes
- Dates de sortie :
  - Allemagne : 11 février 2017 (Berlinale)
  - France : 6 septembre 2017
  - Suisse romande : 13 septembre 2017
  - Belgique : 
    - 10 octobre 2017 (Festival international du film de Flandre-Gand)
    - 11 octobre 2017 (sortie nationale)

## Distribution
- Hiam Abbass : Oum Yazan
- Diamand Bou Abboud : Halima
- Juliette Navis : Delhani
- Mohsen Abbas : Abou Monzer
- Moustapha Al Kar : Samir
- Alissar Kaghadou : Yara
- Ninar Halabi : Aliya
- Mohammad Jihad Sleik : Yazan

## Production
Le tournage a duré vingt-cinq jours et s'est déroulé dans un immeuble du centre de Beyrouth, au Liban.

## Prix
- Berlinale 2017 : Prix du Public de la section Panorama[1]
- Berlinale 2017 : Label Europa Cinemas[2]
- Festival du film francophone d'Angoulême 2017 : 
  - Valois de la mise en scène
  - Valois de la meilleure actrice pour Hiam Abbass
  - Valois du public
- Magritte du cinéma 2018 :
  - meilleur film
  - meilleur réalisateur
  - meilleur scénario original ou adaptation
  - meilleure image
  - meilleur son
  - meilleure musique originale
- Prix Lumières 2018 : Meilleur film francophone pour Philippe Van Leeuw